# Campus virtual
Un campus virtual es un sitio en Internet creado por una institución educativa con el fin de organizar los servicios y actividades académicas  que dan respuesta a las necesidades de la comunidad educativa.
La palabra campus determina los espacios concretos donde se llevan a cabo actividades universitarias. Los docentes y discentes de los distintos estudios universitarios se distribuyen en facultades universitarias dentro del campus, las cuales también albergan lugares comunes para todos los estudiantes y profesores, en el que estos últimos suelen llevar un seguimiento del trabajo de los discentes para, finalmente, evaluarlos.
Su arquitectura se configura técnicamente como una Intranet asociada a una base de datos. Esta Intranet es accesible a través de distintos canales de comunicación (red telefónica móvil básica, red digital de servicios integrados RDSI, Internet, etc.) y facilita la intercomunicación entre todos los miembros de la comunidad.
Se conforma de manera tal de asemejar los elementos del campus físico al entorno virtual, el cual al ser recreado mediante distintas aplicaciones tecnológicas, permite a la comunidad educativa acceder a una formación, a su organización en aulas, al espacio personal, a herramientas de comunicación y recursos educativos, así como a otros espacios comunes o complementarios a la misma (biblioteca, secretaría, laboratorios, bolsas de empleo, weblogs, simuladores, colecciones, etc.).
Los campus virtuales permiten el desarrollo de las mismas actividades que se realizan en los campus universitarios, para lo cual se diseñan sistemas de organización, de relación y de dinamización específicos.

## Contextualización
Los campus virtuales surgieron en la década de los años 90 con la llegada de Internet a las universidades, lo cual despertó el interés por explorar el potencial de esa herramienta en las prácticas educativas, en especial por la gran cantidad de información disponible en la red.
El proceso de innovación y actualización en cuanto al uso de las tecnologías de la información y la comunicación es complejo. Esto indica que en la enseñanza universitaria hay distintos niveles en el uso de recursos y herramientas digitales en el aula. Estos niveles van de lo más simple a lo más complejo partiendo desde Internet como elemento ad hoc a la práctica docente, hasta el uso de los entornos virtuales de enseñanza como los campus virtuales:
- Nivel I. Editar documentos de forma convencional en HTML. Publicación de información del estudiante en una página web personal del profesor.
- Nivel II. Elaborar materiales didácticos de forma electrónica o tutoriales www. Elaboración de material de estudio o tutoriales por parte del estudiante para una asignatura.
- Nivel III. Diseñar y desarrollar cursos en línea semipresenciales. Diseño de cursos y programas de formación donde se combine una oferta de un tutorial en línea con clases presenciales.
- Nivel IV. Diseñar la educación totalmente virtual. Diseño y desarrollo de un curso o programa formativo completamente a distancia y virtual donde la comunicación entre el profesorado y el alumnado sea meramente telemática u en línea.[6]

El advenimiento de la Web 2.0, basada en la participación y en la construcción colectiva de conocimiento, y el desarrollo de la web social han permitido la evolución de los servicios en línea que puede brindar una institución educativa. Los campus virtuales han devenido entornos capaces de soportar procesos educativos, administrativos y sociales de las instituciones educativas.  Un campus virtual incluye, por tanto, los servicios administrativos, pedagógicos, organizativos y técnicos.
Las posibilidades y opciones que pone a disposición un campus virtual se desarrollan bajo el principio de interactividad, potenciando las interacciones entre los agentes que configuran los procesos de enseñanza y aprendizaje, pudiendo darse de forma síncrona o asíncrona y de manera ubicua. Asimismo se facilita el principio de accesibilidad y usabilidad.
El campus virtual, a través del servicio que brindan los sistemas de gestión de aprendizaje (SGA), constituye un ambiente fundamental para las distintas acciones formativas, tanto en modalidades educativas enteramente virtuales, como en modalidades de aprendizaje semipresenciales. Además, da apoyo en modalidades presenciales, puesto que ofrece un entorno de aprendizaje en línea rico en recursos y adaptable a las necesidades de los usuarios.
Las instituciones educativas utilizan el campus virtual como un espacio en línea para propiciar la comunicación entre docentes y alumnado, aportar información, impulsar la colaboración entre estudiantes y prestar servicios de gestión y trámites académicos. Para ello se incorporan herramientas y recursos digitales específicos. Además, otras tecnologías tales como videoconferencia, Skype, chat, o software educativo específicos para tutoría en línea pueden ser integrados al campus virtual.
Informes como “Horizon para educación superior 2014” o “Innovating Pedagogy 2013” exponen métodos adoptados en los campus virtuales. Destacan el aula invertida, el uso de la analítica de aprendizaje, la ludificación, la impresión 3D o el asistente virtual.
A pesar de que los informes hacen referencia a diferentes métodos, hay otros aspectos reconocidos desde diferentes perspectivas y que definen los objetivos de los campus virtuales:
- El acceso a través de dispositivos móviles, favoreciendo el aprendizaje ubicuo.
- Evolucionar desde campus virtuales basados en sistemas de gestión de aprendizaje hasta nuevas fórmulas que permitan integrar las redes sociales.
- Diseñar y publicar recursos educativos abiertos.
- El uso de cursos masivos MOOC.
- La personalización del proceso de enseñanza-aprendizaje teniendo en cuenta las características y necesidades de los alumnos.

## Estructura y recursos
La estructura se apoya en un sistema de gestión de contenidos (CMS). Resulta importante dejar claro que en el ámbito académico existen servicios adicionales a los que un LMS ofrece y que deben formar parte de un campus virtual. También, son repositorios para la investigación y el conocimiento que presentan contenidos inéditos y restringidos de la comunidad institucional en la que se enmarcan.
Por su parte, los LMS son entornos en los cuales se asientan los procesos de enseñanza y aprendizaje, que se organizan a través del diseño de cursos. Se sustentan en un software instalado en un servidor de Internet que, a través de variadas herramientas,  habilitan la posibilidad de gestionar entornos virtuales de aprendizaje.
El aula virtual es su unidad de trabajo más elemental, aquí tienen lugar las interacciones entre docentes y dicentes, y el intercambio de contenidos y conocimientos. Los contenidos pueden organizarse en clases o módulos.
En este tipo de plataformas se encuentran una serie de recursos que se podrían clasificar en cinco grupos de acuerdo a la función que cumplen, en la gestión del aprendizaje:
- Recursos de comunicación, permite a docentes y alumnados comunicarse.[17]
- Recursos materiales, conjunto de contenidos materiales de la asignatura (textos, libros, apuntes, presentaciones de diapositivas, enlaces a páginas web…)[17]
- Recursos para actividades, que permiten desarrollar distintos diseños según la tarea, y proveen herramientas y/o técnicas para su monitorización y evaluación como la analítica de aprendizaje y el proctoring.[4][20]
- Medios para la interacción, centrados en la gestión de una comunicación asincrónica (foros, buzón de correo, blogs, etc.) y sincrónica (servicios de chats y video conferencias).
- Por último, recursos para la creación y gestión de repositorios de contenido educativo, que respondan a unos estándares de producción que garanticen la interoperabilidad entre instituciones afines.[21]

Referente a los recursos en línea que ofrece un campus virtual, podemos distinguir los siguientes:
- Los servicios informativos: acerca de la propia institución, modelo educativo, filosofía, criterios de admisión, plazos de inscripción, entre otros.
- Los servicios de admisión: publicación de los programas académicos, inscripción, fecha y lugar de realización de los exámenes, calificación y publicación del listado de admitidos.
- La formación, que incluye la distribución de los materiales educativos, ya sean digitales o impresos, los debates académicos, las actividades y tareas de evaluación.
- Los recursos educativos, como la biblioteca, talleres y laboratorios, y artículos académicos.

## Diferencias con respecto al aula virtual
Existe una confusión entre los términos aula virtual y campus virtual. El aula virtual es un término más específico. Se accede a ella haciendo clic sobre un curso o asignatura determinada y en este espacio los alumnos realizan las actividades que el profesor ha dejado a su disposición. Es el lugar donde se desarrolla el proceso de enseñanza-aprendizaje.
El concepto de campus virtual hace referencia a la página web principal por la que se accede a los cursos o asignaturas, siendo necesarias unas claves de acceso. La mayor parte de las universidades cuentan con campus virtuales como apoyo, tanto en la enseñanza virtual como presencial. Algunos ejemplos de plataformas de campus virtuales son: Moodle, Blackboard o Chamilo.

## Roles
El concepto de roles en el campus virtual tiene por finalidad dar la posibilidad a los usuarios de que realicen diferentes tareas dependiendo cuál sea su intervención en el proceso de enseñanza aprendizaje. Se generan otorgando o no permisos a los usuarios para realizar una u otra tarea. En los diferentes LMS que se utilizan, estos roles se concretan de distinta forma y tienen diferentes combinaciones. A continuación se enumeran aquellos que son más comunes en las diferentes plataformas:
- Administradores: usuarios que tienen permisos para realizar todas las tareas en el campus incluso la configuración y adaptación inicial.Ayudan a resolver las consultas e incidencias en el trabajo con la plataforma virtual. Guían y dan permisos para realizar diversas acciones a los usuarios en la plataforma virtual. Realizan distintas gestiones como altas, bajas y modificaciones de usuarios. Mantienen actualizada la plataforma digital. Realizan estudios estadísticos e informes de la plataforma virtual.[26]
- Armador de cursos: usuarios que pueden crear el curso desde cero.
- Profesor / Tutor: pueden realizar todas tareas implicadas en el armado del contenido de un curso. Buscan materiales y recursos para la formación. Manejo adecuado de la tecnologías Web 2.0. Planifican las actividades del curso y métodos de evaluación.[27]
- Profesor / Tutor sin edición: aquellos usuarios que realizan tareas de soporte al profesor. No pueden subir o modificar contenidos pero si puede interactuar con los alumnos en el foro o calificarlos.Guían al alumnado en el proceso enseñanza aprendizaje, promoviendo el desarrollo integral del mismo. Motivan y facilitan  contenidos. Supervisan las estrategias del alumnado durante el aprendizaje. Interaccionan constantemente con los estudiantes. Favorecen la participación. Lanzan preguntas. Ofrecen apoyo en forma de ayuda. Agrupan al alumnado.Pautan la participación y la realización de actividades.[27]
- Estudiante: puede acceder al curso, participar de las actividades pero no puede editar componentes del curso.Necesita tener actitudes como la capacidad de trabajo en grupo y tener más responsabilidad en realizar su propio aprendizaje. Debe tener habilidades de elaborar nueva información, gestionarla y difundirla, aprender a trabajar por sí mismo y manejar herramientas tecnológicas.[28]
- Invitado (no siempre está disponible): este tipo de rol puede ver el contenido del curso como si fuera un alumno pero no puede interaccionar.
- Mánager (gestor): rol que tiene la función de administrar, pero en menor medida.[29]
- Usuario autenticado: rol que ejercen todos los usuarios.[29]
- Rol de usuario autenticado en la portada: alguna vez se ha conectado a la red colaborando en la portada de un determinado sitio.[29]

## Aportaciones al Aprendizaje
- El estudio en la modalidad virtual ahorra tiempo y recursos materiales.
- El docente puede monitorizar la acción formativa a través de herramientas de supervisión en línea que le permiten controlar el desarrollo de la clase, las aportaciones y la interacción.[30]
- Al estudiar de forma virtual se ahorra tiempo y recursos materiales. Ofrece diferentes formatos a través de la visibilidad, y mantiene estimulados a los alumnos mediante el interés y la motivación, obteniendo un mayor rendimiento.[31][32]
- Permite el seguimiento de la acción formativa: El docente controla el desarrollo de la clase, las aportaciones y la interacción. Existen herramientas de monitorización y seguimiento denominadas como Proctoring.
- Mejora la comunicación profesor/alumno: las herramientas del campus agilizan la comunicación.[33]
- Flexibilidad: para realizar las tareas en cualquier momento y lugar con acceso a Internet.
- Existe una interactividad evidente en el entorno virtual de aprendizaje.Conecta con compañeros y tutores de forma sincrónica(en vivo) o de forma asincrónica pudiendo ser revisados los contenidos cuantas veces te sea necesario.[31]
- Potencia el debate: la posibilidad de relacionarse con personas en lugares muy alejados facilita la participación y la retroalimentación.Aumenta la visión del mundo eliminando las fronteras geográficas,potencia las habilidades comunicativas, el pensamiento crítico y el entendimiento intercultural.[31][34]
- Propicia la formación de comunidades educativas: los profesores pueden compartir materiales y colaborar en proyectos educativos conjuntos.[35]
- Fomenta la creación de comunidades educativas: los profesores pueden compartir materiales y colaborar en proyectos educativos conjuntos.[35]
- Favorece la cohesión del grupo y la colaboración entre compañeros, proporciona una retroalimentación continua entre docentes y estudiantes.[31][36]
- Disponibilidad “permanente” de los contenidos, si bien es verdad que se necesita una conexión a Internet para acceder a ellos.[37]
- Favorece el desarrollo de las competencias digitales para el siglo XXI.
- Agiliza los trámites administrativos.[38]
- Creación de aprendizajes de manera inconsciente.[38]
- Supone que los alumnos tengan que desarrollar una programación autónoma del trabajo.[38]
- Se adquiere un enriquecimiento del proceso de enseñanza-aprendizaje.[39]
- Permite al profesor evaluar de forma más individualizada a los alumnos.[39]
- Permite al alumno adquirir un aprendizaje más actualizado.[39]
- Se asume una mayor responsabilidad sobre el aprendizaje adquirido, desarrollando un aprendizaje significativo y una educación de calidad.[40]
- Fomenta la comunicación sincrónica y asincrónica.[40]
- Promueve un modelo de enseñanza y aprendizaje innovador y de calidad.[32]
- Proporciona un feedback inmediato en exámenes.[34]
- Potencia la competitividad. Actualiza los contenidos que hacen eficientes el entorno de aprendizaje.[32][36]
- Alcanza diferenciar la enseñanza, favorece el aprendizaje de los estudiantes de manera flexible, personaliza la enseñanza centrándose en el alumnado y sus necesidades.[31][36]
- Empleada como método de control para el docente.[32]

## Limitaciones al Aprendizaje
- Ausencia de contacto personal con profesores y compañeros.
- Algunas instituciones ofrecen campus virtuales que son simplemente un modelo tradicional de enseñanza que usa recursos digitales.[41]
- Posibles fallos de seguridad o en la infraestructura tecnológica.
- Aislamiento y desmotivación del trabajo en línea.[42]
- Avance tecnológico rápido que requiere continua actualización de profesores, alumnos e institución educativa.
- Dependencia de los recursos tecnológicos.
- La posible pérdida de contenidos por la inestabilidad de la información en Internet[37]
- El exceso de información. Los profesores suelen caer en la tentación de poner a disposición del alumno mucha más documentación que si se la entregaran en mano.[37]
- Mayor tiempo de preparación que la enseñanza tradicional, ya que requiere presentar de forma explícita las metodologías de aprendizaje.
- Dificultad de realizar trabajos con compañeros poco comprometidos.[43]
- Pérdida de tiempo cuando se espera a que te resuelvan la duda.[43]
- Los alumnos carecen de habilidades tecnológicas necesarias.[43]
- Los alumnos no saben navegar adecuadamente por Internet.[38]
- Revisar el campus virtual diariamente.[38]
- Desconocimiento del plan de contenidos de las asignaturas.[38]
- Metodologías no acordes con los gustos y opiniones de todo el alumnado.[38]
- Existe insuficiencia de los alumnos en el dominio de las TIC.[39]
- Los recursos y materiales quedan obsoletos, siendo necesaria una actualización constante.[39]
- Supone un gran cambio de roles en la educación, tanto para el docente como para el alumno, que puede resultar más difícil para ambos.[39]

## La accesibilidad
La accesibilidad es la sencillez con la que todas las personas, concretamente las que tienen algún tipo de discapacidad y/o necesidad específica de apoyo educativo, pueden utilizar, visitar o acceder a algo, en este caso, un sitio web.
Por tanto, para evitar que la población con más dificultades o con algún tipo de diversidad funcional sean apartadas socialmente debido a la brecha digital, es necesario que los campus virtuales y cualquier tipo de plataforma sean accesibles a cualquier persona.
De esta manera, para que un campus sea totalmente accesible tendrían que implicarse los siguientes elementos:
- La plataforma de gestión del aprendizaje debe ser accesible, incluyendo los servicios colaborativos que ofrezcan, siguiendo los estándares de la World Wide Web Consortium.
- Que los recursos educativos electrónicos que se publiquen sean accesibles. Si estos no lo son, el campus virtual deja de serlo. Estos también deben seguir los estándares anteriormente planteados.

Los estándares de la Web Content Accesibility Guidelines 2.0 son:
- Los contenidos deben poder ser percibidos por todos los usuarios.
- Los componentes de la interfaz y la navegación debe ser operables.
- El contenido debe ser comprensible por los usuarios.
- Los programas que interactúan con los sitios web deben ser robustos y compatibles con las tecnologías de asistencia para personas con Diversidad Funcional.

## La influencia de las web 2.0
La web 2.0, es el modelo de páginas web que facilitan la transmisión de información y colaboración entre sus usuarios, mediante un diseño centrado en sus necesidades.Es una red más interactiva,menos unilateral, donde los usuarios toman un rol más activo.
Su uso permite ventajas como independencia a la hora de trabajar,  comodidad, creación de páginas y programas donde se publica información pública, donde las personas pueden interactuar con el autor, por ejemplo, blogs, vídeos, documentos, etc. En cambio la gran desventaja es no poseer medios que faciliten la búsqueda de información o de acceso a internet.
Los campus virtuales han presentado limitaciones en el acceso y oferta de recursos y funciones. La participación en estos entornos de aprendizaje está ligada a la pertenencia a una comunidad educativa concreta: equipo docente, personal de administración, estudiantes, etc., de una institución educativa.
Sin embargo, la influencia de las web 2.0 ha supuesto la apertura institucional, especialmente en al ámbito universitario. Esta nueva tendencia consiste en la integración de nuevas funciones y protocolos para procurar una interacción, entre usuarios y de usuarios con el contenido, centrada en la filosofía Openness.
Es un fenómeno que ha generado actualmente que las personas accedan de una manera fácil a la información y a los diferentes recursos de forma fácil y sencilla. A nivel educativo, los trabajos son mejor presentados e innovadores causando un gran impacto. La web 2.0 es una serie de nuevas tecnologías y servicios al alcance de todos, que tiene como punto central la forma de interactuar de las personas.
La web 2.0 ha influido y aportado una gran variedad de herramientas digitales que han ampliado las posibilidades de los campus virtuales:
- Herramientas colaborativas: Son utilizadas para compartir información, comunicarse  y crear contenido de manera conjunta entre varios usuarios. Permiten el trabajo colaborativo entre los miembros de un grupo y la gestión de estos. Nos ofrecen la posibilidad de dar de alta, modificar los grupos, habilitar espacios de trabajo virtuales, crear carpetas de intercambio de archivos, foros o chats para cada grupo.
- Herramientas de comunicación: Permiten la interacción entre dos o más usuarios mediante diálogos, mensajería instantánea o debates. La interacción se efectúa mediante un navegador web.
- Herramientas de creación y publicación: Son programas que permiten la creación y edición de contenido así como la posibilidad de publicar dicho contenido dándole difusión a través de internet. Favorecen el almacenamiento y la gestión de archivos.
- Herramientas de evaluación: Permiten llevar a cabo el seguimiento, valoración y evaluación del proceso de enseñanza-aprendizaje. Posibilitan tanto la creación, edición y realización de pruebas evaluables como su corrección y calificación. Nos dan la posibilidad de inscribir calificaciones, crear informes de seguimiento y revaluar el proceso.